# 樂藹
乐蔼（?—?），字蔚远，南阳郡淯阳县人（今河南省南阳市南）人，南朝宋、南朝齊、南朝梁政治人物，西晋尚書令乐广六世孫。
乐蔼世代居住江陵。其舅雍州刺史宗悫，陈列器物，试验各个甥侄。乐蔼尚幼，只是拿書，宗悫于是惊奇的看他。当時，取史传各一卷给乐蔼，读完，让他说记下了什么。乐蔼略读具举，宗悫更加看重乐蔼。
刘宋建平王劉景素担任荊州刺史，召乐蔼为主簿。劉景素为南徐州刺史，乐蔼担任征北刑獄参軍，转任龍陽相。父亲去世乐蔼丁忧，官民請願，葬儀结束再次起用。南齊豫章王蕭嶷为荊州刺史，乐蔼担任驃騎行参軍、荊州主，参与荊州行政。蕭嶷询问荊州風俗地理，乐蔼回答明快。蕭嶷更加看重乐蔼。蕭嶷回到建康，乐蔼担任太尉刑獄参軍，转任枝江县令。召還为大司馬中兵参軍，转署記室。
永明八年（490年），巴東王蕭子響作乱失敗，焚烧府舍，官曹文书，一时荡尽。齐武帝見到乐蔼，询问荊州之事，乐蔼詳细回答。于是被起用为荊州治中，命他再建荊州行政。乐蔼修繕荊州官衙数百区，役不及民。
永明九年（491年），豫章王蕭嶷去世，乐蔼辞任赴葬，率荊州、湘州官吏，建碑墓所。之后历任车骑平西录事参军、步兵校尉。
永元元年（499年），南康王蕭宝融担任西中郎将、荊州刺史，以乐蔼为属下諮議参軍。永元二年（500年），蕭衍起兵，蕭穎冑召乐蔼与宗夬、劉坦，任以经略。中興二年（501年），梁台建立，乐蔼转任镇军司马、中书侍郎、尚书左丞。乐蔼参与製造器械、甲冑，舟舰军粮，朝廷儀礼規則制定。转任給事黄門侍郎，尚書左丞如故。和帝東下，乐蔼在途中兼衛尉卿。
天监元年（502年），转任驍騎将軍，兼少府卿。转任御史中丞，兼领本州大中正。天监二年（503年），出为持节、督广、交、越三州诸军、冠军将军、平越中郎将、广州刺史。前刺史徐元瑜退任，回建康途中，遭遇始興郡人士作乱，驱赶内史崔睦舒，掠奪徐元瑜财产。徐元瑜逃归广州，向乐蔼借兵声称討乱。实际计划襲杀乐蔼，乐蔼察知，处死了徐元瑜。乐蔼進为征虜将軍，在官任上去世。其子樂法才、樂法藏。外甥劉之遴。

## 延伸阅读
[在维基数据编辑]
 《梁書·卷19》，出自姚思廉《梁書》
 《南史/卷56》，出自李延壽《南史》